# Jovencita de Bou-Saada
Jovencita de Bou-Saada es una escultura creada por el escultor Louis-Ernest Barrias; la cual es considerada una de sus obras mejor logradas. El modelo fue realizado en 1890.

## Descripción
Bou Saada significa "lugar de felicidad"; oasis localizado al sur de Argel, en Argelia.
La escultura plasma la belleza y dulzura de una doncella, que se encuentra sentada sobre una alfombra esparciendo flores. Barrias utilizó una mezcla de materiales propios de las corrientes nuevas (cerca de mitad de siglo): bronce y marfil.
La composición de la obra es en su mayoría bronce con pátina verde y dorada e incrustaciones de turquesa; los brazos, cabeza y pie están tallados en marfil. La base está constituida de madera tarceada en madre perla.